# Royner Benítez
Royner Andrés Benítez Hernández (Turbaco, 21 giugno 2005) è un calciatore colombiano, centrocampista dell'Águilas Doradas.

## Carriera

### Club
Cresciuto nel settore giovanile dell'Águilas Doradas, ha debuttato in prima squadra il 29 gennaio 2023 nell'incontro di Categoría Primera A perso 2-0 contro il Atlético Nacional.

### Nazionale
Nel 2025 con la nazionale colombiana Under-20 ha preso parte al campionato sudamericano di categoria.

## Statistiche

### Presenze e reti nei club
Statistiche aggiornate al 16 maggio 2025.
| Stagione        | Squadra         | Campionato      | Campionato | Campionato | Coppe nazionali | Coppe nazionali | Coppe nazionali | Coppe continentali | Coppe continentali | Coppe continentali | Altre coppe | Altre coppe | Altre coppe | Totale | Totale | Totale |
| Stagione        | Squadra         | Comp            | Pres       | Reti       | Comp            | Pres            | Reti            | Comp               | Pres               | Reti               | Comp        | Pres        | Reti        | Pres   | Reti   |        |
| --------------- | --------------- | --------------- | ---------- | ---------- | --------------- | --------------- | --------------- | ------------------ | ------------------ | ------------------ | ----------- | ----------- | ----------- | ------ | ------ | ------ |
| 2023            | Águilas Doradas | A               | 10         | 0          | CC              | 1               | 0               | CS                 | 0                  | 0                  | -           | -           | -           | 10     | 0      |        |
| 2024            | Águilas Doradas | A               | 7          | 0          | CC              | 1               | 0               | CL                 | 0                  | 0                  | -           | -           | -           | 8      | 0      |        |
| 2025            | Águilas Doradas | A               | 8          | 0          | CC              | 0               | 0               | -                  | -                  | -                  | -           | -           | -           | 8      | 0      |        |
| Totale carriera | Totale carriera | Totale carriera | 25         | 0          |                 | 1               | 0               |                    | 0                  | 0                  |             | -           | -           | 26     | 0      |        |